# Frederik Jensen (Politiker)
Frederik Rosbach Johannes Jensen (* 14. Januar 1900 in Saqqaq; † 23. Januar 1983) war ein grönländischer Landesrat.

## Leben
Frederik Jensen war der Sohn des Jägers Ole Andreas Pavia Peter Jensen und seiner Frau Sara Hedvig Dorthea Lange. Er heiratete am 22. Februar 1927 in Akulliit seine gleichalte Cousine Marie Sofie Pauline Lange, Tochter von Lars Jonas Lange und seiner Frau Antonitte Elisabeth Ane Johanne Christensen.
Er war lange Udstedsverwalter in Akulliit. 1939 wurde er erstmals in Grønlands Landsråd gewählt. Nach einer Wiederwahl 1945 war er von 1951 bis 1954 kein Landesratsmitglied und wurde schließlich noch ein drittes Mal von 1955 bis 1959 gewählt.